# 試製中戦車 チニ
試製中戦車 チニ（しせいちゅうせんしゃ チニ）とは1937年に試作された九七式中戦車(チハ)と競合車両となった大日本帝国陸軍の中戦車である。

## 概要
1936年（昭和11年）、八九式中戦車を代替するための新型中戦車の試案がまとめられ、第一案と第二案が提示された。第一案は全体的な性能の改善を企図し、武装の向上、装甲の増強、37mm級対戦車砲への近距離での耐弾性能、速度増加を要目とした。それに対し、第二案は重量の逓減、武装及び超壕能力を低下させず、37mm級対戦車砲への中距離での耐弾性能、小型化と乗員削減を要目とした。当時のインフラストラクチャー面の問題から重量の逓減を最大の懸案と見る参謀本部と陸軍省などは第一案の13.5tでは重量過大とし、最大でも12t程度への軽量化を要請したが、不可能との陸軍技術本部の回答があったため、性能差は安価に大量配備することで補うとして第二案の支持に傾いた。ただし、参謀本部は性能の優る第一案に未練があり、出来得れば第一案も同時に試作研究して欲しいとしている。一方、実際に搭乗運用することになる戦車学校を初めとした部隊側は、第二案の速度性能は許容可能だが一人用砲塔では戦闘時の戦力発揮に問題があるとして二人用砲塔、かつ重装甲の第一案を強力に支持した。。
意見はまとまらず、第一案がチハ車、第二案がチニ車として試作されることとなった。この定見の揺れは開発側を混乱させ、当時、決して十分とは言えなかった国内の開発能力で、同一の使途で構想の異なる戦車を試作する事は資材と費用の無駄ともなった。
1937年（昭和12年）7月7日に発生した日中戦争によって、現場部隊側の意見が大勢を占め、第一案のチハ車が九七式中戦車になった。チニ車の量産は放棄された。
チハとの違いをあげると、チハでは砲塔が車体の右側に搭載されているのに対しチニでは左側となっている。また、機動性においてはチハの馬力は170であるがチニではそれを下回る120となっている。しかし、チニは機動性を重視した案を参考に試作されたため、重量はチハと比べると2t近く軽量となっているので1t当たりの馬力ではチニが勝る結果となっている。

## 構造

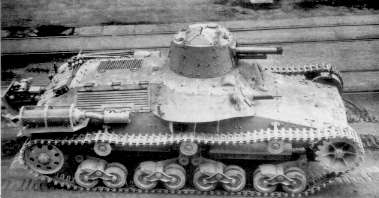
Type 97 Chi-Ni

製造は大阪造兵廠である。軽量化を主眼とし、かつ九五式軽戦車を基礎として部品の共通化を図っているため各部デザインに九五式軽戦車に通ずる部分がある。全体に鋲接で作られ、一部に溶接が見られる。
砲塔は戦闘室上面の左側にオフセット配置されている。形状は、テーパーのついた筒状をなし、57mm砲が1門装備されている。砲塔天井の大部分を占めるハッチが設けられている。このハッチは単純な片開きではなく、砲塔前部と後部から両開きとなっている。またこのハッチを構成するパネルは独特の形状をしており、閉じられた状態では天井と面一にならず、構成パネル同士が組み合わさって三角の張り出しを形成する。
砲塔は一人用であるため非常にコンパクトに纏められており、日本戦車の特徴とも言える後方に向けた機銃は装備されていない。試験の際はその狭隘なことが問題点として指摘された。後の試製三式軽戦車でも同様の問題が起こっている。
また、一人用砲塔は、単に狭隘なだけでなく、戦闘力が著しく落ちることも、指摘されていた。
車体は後部に機関室、中央に戦闘室、前部に操行変速機を配置する。超壕能力の向上のため最後部に尾橇が設けられた。装甲厚は当初は最大25mmとされたが、軍需審議会で協議の結果軽量化のため最大20mmへと変更された。同時に車体幅についても狭くされている。機関室形状はルーバーが九五式軽戦車のものに類似していた。これは同じエンジンを使用したためである。戦闘室右側に前方機銃手席があり、左側に操縦手席がある。操縦手席前面はやや前に張り出している。車内は狭かった。前方機銃手席の天井部分、砲塔の横に位置する部分に、前後に両開きとなるハッチがあった。車体の前部天井には横方向に開くハッチが2つ設けられ、ここから内部を点検できた。
走行装置はシーソーばね式懸架装置で、転輪と履帯の地形に対する従動性は非常に良好であった。本車のシーソー式連動懸架は、2つの転輪からなるユニットを2つ対向させ、バネで連結させるものである。このユニットの、後輪の上部にのみカバーがつけられた。九五式軽戦車ではこの懸架装置が両側に1組ずつ、転輪は片側4個であったが、本車は懸架装置を2組ずつ装備し、転輪は片側8個となっている。試作車両には車体前部にフェンダーがなく、砂塵を下に落とすための3枚のゴム版が車体袖部に吊られていた。
試験の際は転輪の反転しやすさが問題点として指摘された。
エンジンは九五式軽戦車のものを用いた。直列6気筒の空冷ディーゼルエンジンで、120馬力を出力した。135馬力を発揮したという説もある。消音器（マフラー）は、機関室の右側面後方のフェンダー上に1つ配置されていた。
弾薬搭載予定数は当初主砲弾60発とされていたが、軍需審議会で協議の際主砲弾100発に変更された。機銃弾は第一案の3,000発(2丁)に対し1,000発(1丁)に留められた。

## 登場作品

### ゲーム
『World of Tanks』
日本中戦車「Chi-Ni」として開発可能。